# Billete de un dólar estadounidense
El billete de un dólar estadounidense es, desde 1876, la denominación de menor valor del papel moneda de los Estados Unidos. Una imagen del primer presidente de los Estados Unidos (1789-1797), George Washington, basada en el Athenaeum Portrait, una pintura de 1796 de Gilbert Stuart, aparece actualmente en el anverso, y en el reverso aparecen el ojo de la providencia (sobre una pirámide) junto al Gran Sello de los Estados Unidos. El billete de un dólar tiene el diseño general más antiguo de todas las monedas estadounidenses que se producen actualmente (en el billete actual de dos dólares, el diseño del anverso data de 1928, mientras que el reverso apareció en 1976). El actual diseño del anverso del billete de un dólar apareció en 1963, (mientras que el reverso data de 1935), cuando se emitió por primera vez como un billete de la Reserva Federal, ya que anteriormente los billetes de un dólar eran Certificados de Plata. El billete ocupa el primer lugar en billetes de dólares.
La inclusión del lema "In God We Trust" ("En Dios Confiamos") en todas las monedas es requerida por ley desde 1955, apareciendo por primera vez en el papel moneda en 1957.
La Reserva Federal ha determinado que la vida media de un billete de un dólar en circulación es de 6,6 años antes de tener que ser reemplazado debido al desgaste. Aproximadamente el 42% de todas las monedas estadounidenses producidas en 2009 fueron billetes de un dólar. A partir de 2017, había unos 12.100 millones de billetes de un dólar en circulación por todo el mundo.

## Anverso
El retrato de George Washington se muestra en el centro del lado anverso del billete de un dólar, como siempre lo ha sido desde el diseño de 1869. El óvalo que contiene el retrato está soportado por ramos de hojas de laurel.

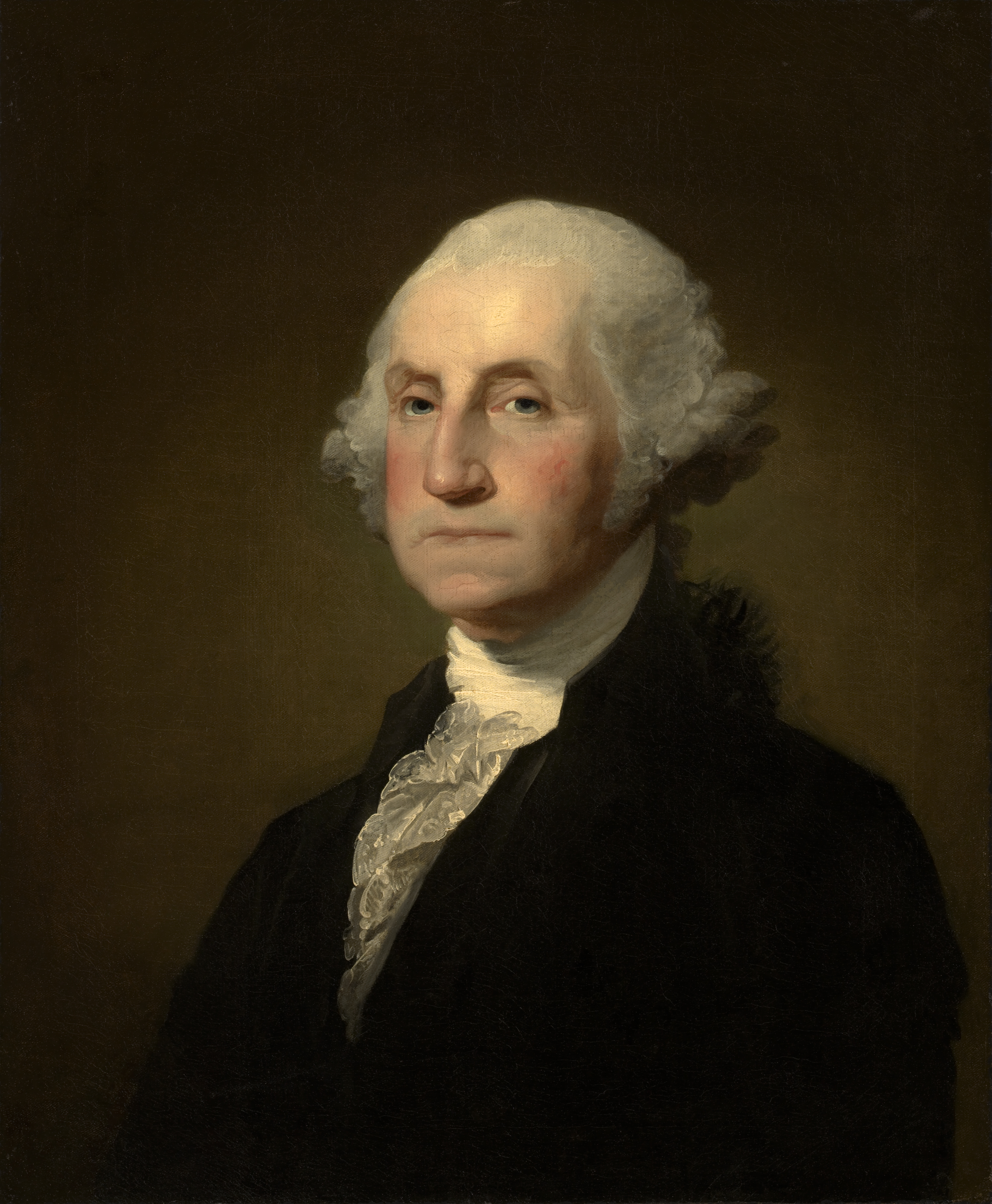
Retrato de George Washington, hecho por Gilbert Stuart.

A la izquierda de George Washington figura el Sello del Distrito de la Reserva Federal. El nombre del Banco de la Reserva Federal que emitió el billete rodea unas letras mayúsculas, (AL), identificándo a uno de los doce Bancos de la Reserva Federal. El número secuencial del banco, (1:A, 2:B, etc.), también se muestra en las cuatro esquinas del espacio abierto en el billete. Hasta el rediseño de las denominaciones más altas de la moneda a partir de 1996, este sello apareció en todas las denominaciones de billetes de la Reserva Federal. Desde entonces, solo se encuentra en los billetes de uno y de dos dólares. Los billetes de mayor valor nominal solo muestran un sello del Sistema de la Reserva Federal universal, y el sello del banco y el número debajo del número de serie.
A la derecha de George Washington figura el Sello del Departamento del Tesoro de los Estados Unidos. La balanza representa la justicia; el galón angular con trece estrellas representa las trece colonias originales; la llave por debajo del galón representa la autoridad y la confianza; y 1789 es el año en el que se creó el Departamento del Tesoro. Los billetes de la serie de 1969 fueron los primeros en usar un sello del Tesoro simplificado, con el texto en inglés en lugar de en latín.
A continuación del sello del FRD (a la izquierda de George Washington), aparece la firma del Tesorero de los EE. UU., que varía con el paso de los años, y por debajo del sello "USDT" (lado derecho) aparece la firma del Secretario del Tesoro, y más a la izquierda, figura la fecha de la serie. Una nueva fecha de la serie resulta de un cambio del Secretario de Hacienda, del Tesorero de los Estados Unidos, y/o de la aparición de un nuevo diseño. En el contorno, aparecen ramas de olivo entrelazadas alrededor de los números uno.

## Reverso

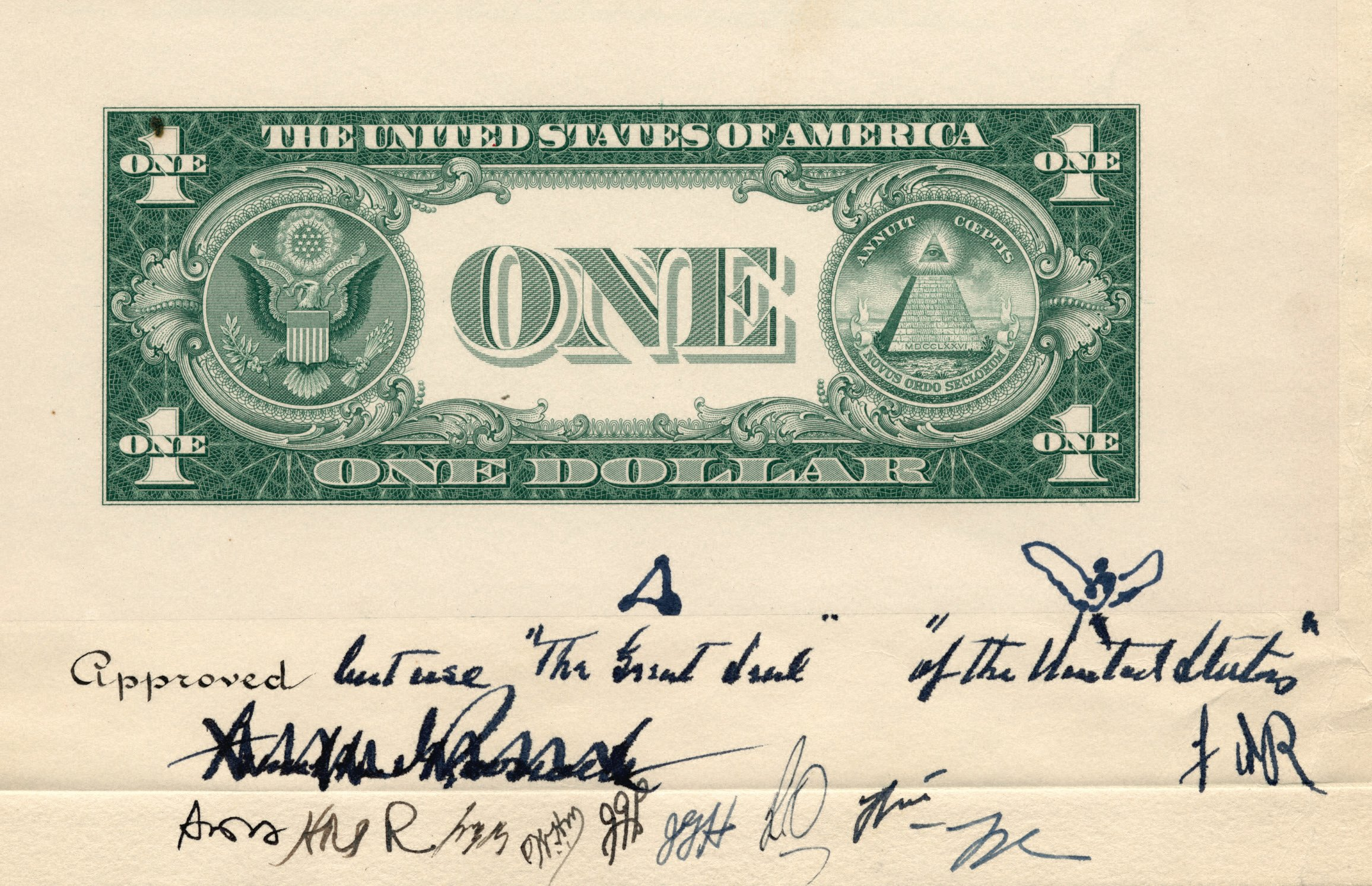
Aprobación del Presidente Roosevelt del billete de un dólar en 1935, con anotaciones de su puño y letra para que se intercambiara la posición de las dos caras del Gran Sello de los Estados Unidos, y para que se rotularan ambas con subtítulos

El reverso del billete de un dólar tiene un diseño adornado que incorpora ambos lados del Gran Sello de los Estados Unidos, a la izquierda y a la derecha de la palabra "ONE". Esta palabra aparece prominentemente en el espacio en blanco en el centro del billete, rotulada en un tipo de letra mayúscula, sombreada, y con remates. Una imagen más pequeña de la palabra "ONE" se superpone sobre el número "1" en cada una de las cuatro esquinas del billete.
El rótulo "THE UNITED STATES OF AMERICA" se extiende por la parte superior del billete, "ONE DOLLAR" está estampado en la parte inferior, y por encima del "ONE" central figuran las palabras "IN GOD WE TRUST", que se convirtió en el lema oficial de los Estados Unidos en 1956. A continuación, el reverso del Gran Sello en el lado izquierdo con las palabras "THE GREAT SEAL", y por debajo del anverso en el lado derecho figuran las palabras "OF THE UNITED STATES".
El Gran Sello, creado originalmente en 1782 y agregado al diseño del billete de un dólar en 1935, está rodeado de una elaborada ornamentación floral. Las representaciones utilizadas son las versiones oficiales del gobierno utilizadas desde la década de 1880.
A la izquierda aparece el reverso del Gran Sello, donde figura un paisaje estéril dominado por una pirámide inacabada de 13 pisos, coronada por el ojo de la Providencia enmarcado dentro de un triángulo. En la base de la pirámide están grabados los números romanos MDCCLXXVI (1776), la fecha en la que comenzó la guerra de independencia de los Estados Unidos contra Gran Bretaña. En la parte superior del sello se encuentra una frase en latín, "CŒPTIS ANNUIT", que significa “EL ASISTIÓ CON SU CUERPO” favorece nuestra empresa". En la parte inferior aparece un rótulo semicircular con el lema "NOVUS ORDO SECLORUM", que significa "Nuevo Orden de las Eras", que es una referencia a la nueva era estadounidense. A la izquierda de este sello, una cadena de 13 perlas se extiende hacia el borde del billete. Ambos lemas representan la influencia de la doctrina del destino manifiesto en el imaginario estatal de los Estados Unidos.
En el anverso del Gran Sello, situado a la derecha, aparece un águila calva, el ave nacional y símbolo de los Estados Unidos. Por encima del águila se sitúa un racimo radiante de 13 estrellas dispuestas en una estrella de seis puntas. El pecho del águila está cubierto por un escudo heráldico con 13 barras, que se asemejan a las de la bandera estadounidense. Como en la primera bandera de Estados Unidos, las barras y estrellas representan los 13 estados originales de la Unión. El águila sostiene una cinta en el pico con el texto "E PLURIBUS UNUM", una frase latina que significa "Nacida de muchos [estados], una [nación]", un lema de facto de los Estados Unidos (y el único hasta 1956). En su garra izquierda el águila sujeta 13 flechas, y en su garra derecha sostiene una rama de olivo con 13 hojas y 13 aceitunas, representando, respectivamente, los poderes de la guerra y de la paz. A la derecha de este sello, una cadena de 13 perlas se extiende hacia el contorno del billete.

## Propuestas para su sustitución
Hay organizaciones dirigidas específicamente a la conservación del billete de un dólar (Save the Greenback) o a conseguir su sustitución (Coin Coalition) monedas de un dólar, con o sin el aumento de la producción del billete de dos dólares.
El 29 de noviembre de 2012, un subcomité de la Cámara de Representantes se reunió para considerar la sustitución del billete de un dólar. El último informe federal afirmaba que el cambio a monedas de dólar ahorraría 4400 millones de dólares en los próximos treinta años. Sin embargo, según las encuestas, pocos estadounidenses quieren renunciar a los billetes de un dólar.

## Historia

### Historia de los diseños de billetes de un dólar

#### Billetes de tamaño grande
(aproximadamente 7⅜ × 3⅛ en ≅ 187 × 79 mm)

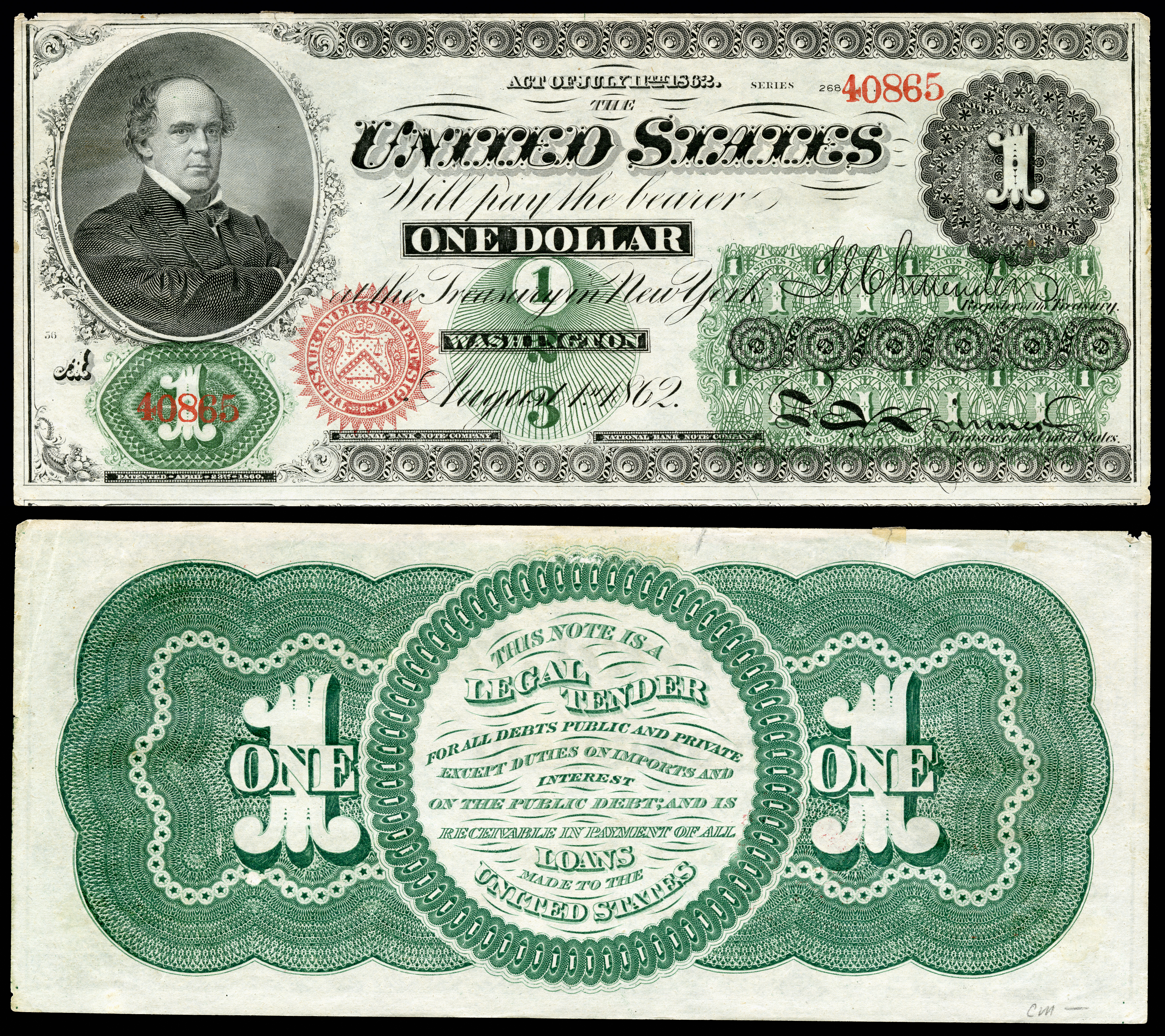
Primer dólar estadounidense emitido en 1862 como moneda de curso legal

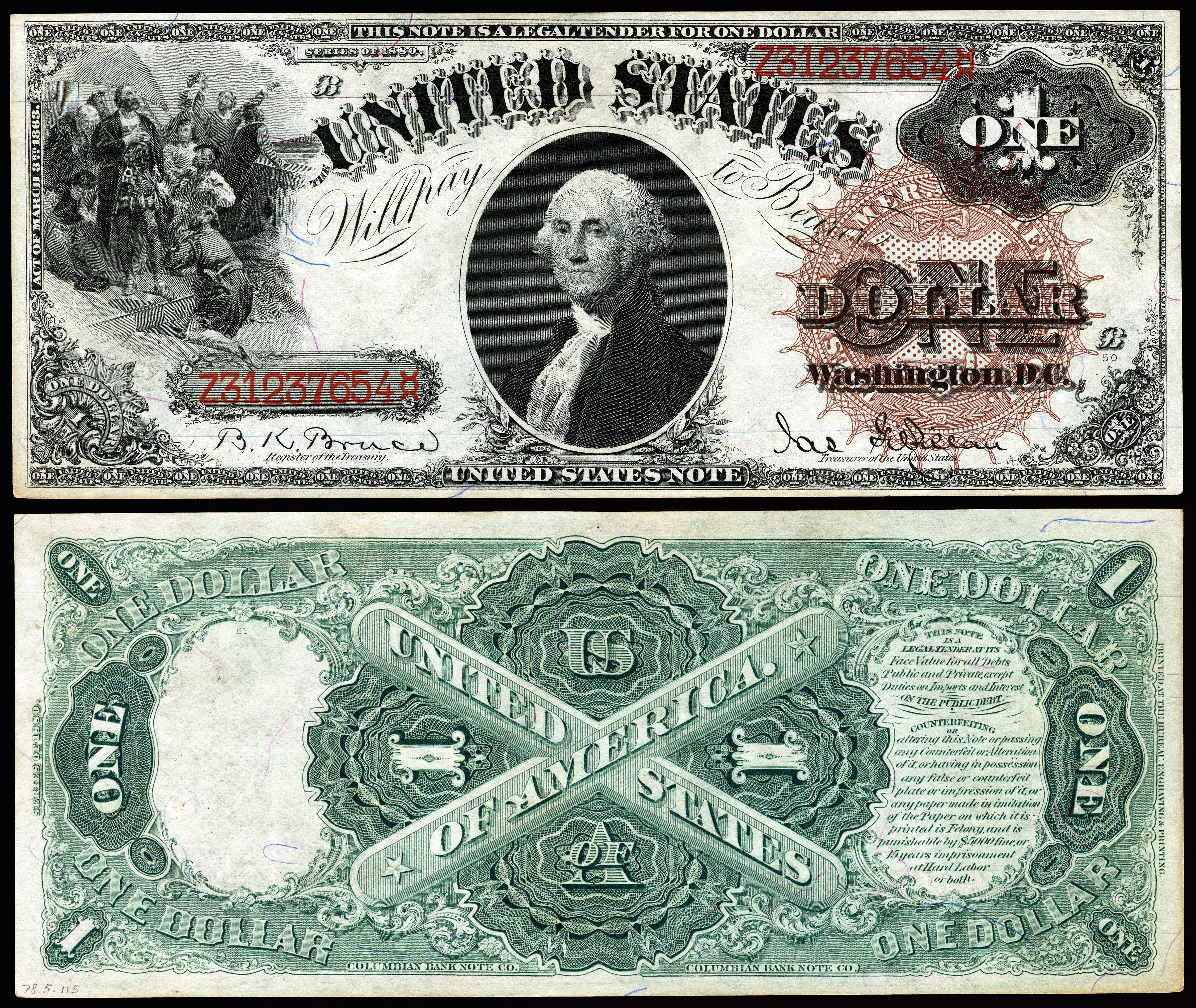
Billete de un dólar de la Serie de 1880 de curso legal

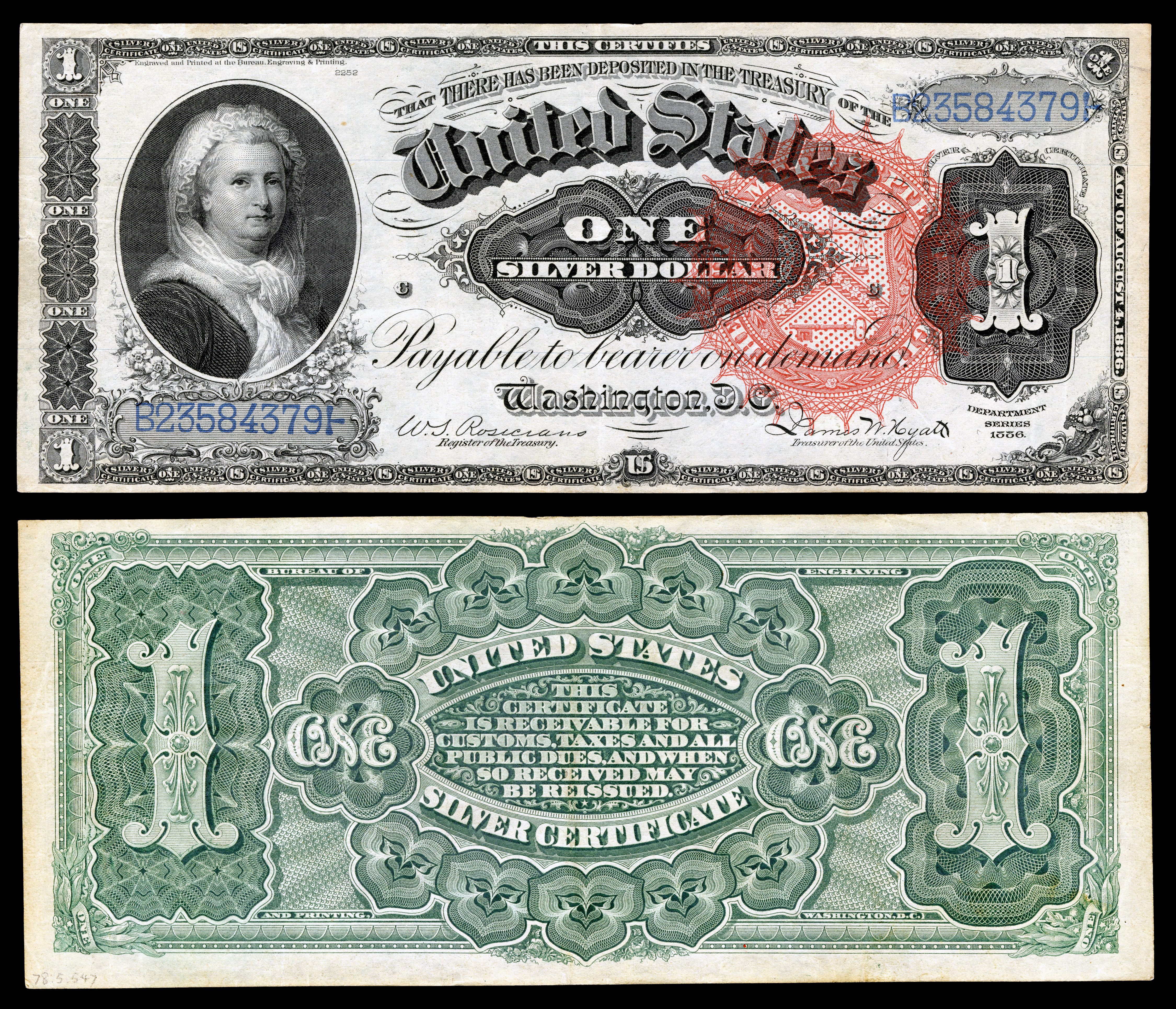
Billete de un dólar de la Serie de 1886. Certificado de Plata con el retrato de Martha Washington

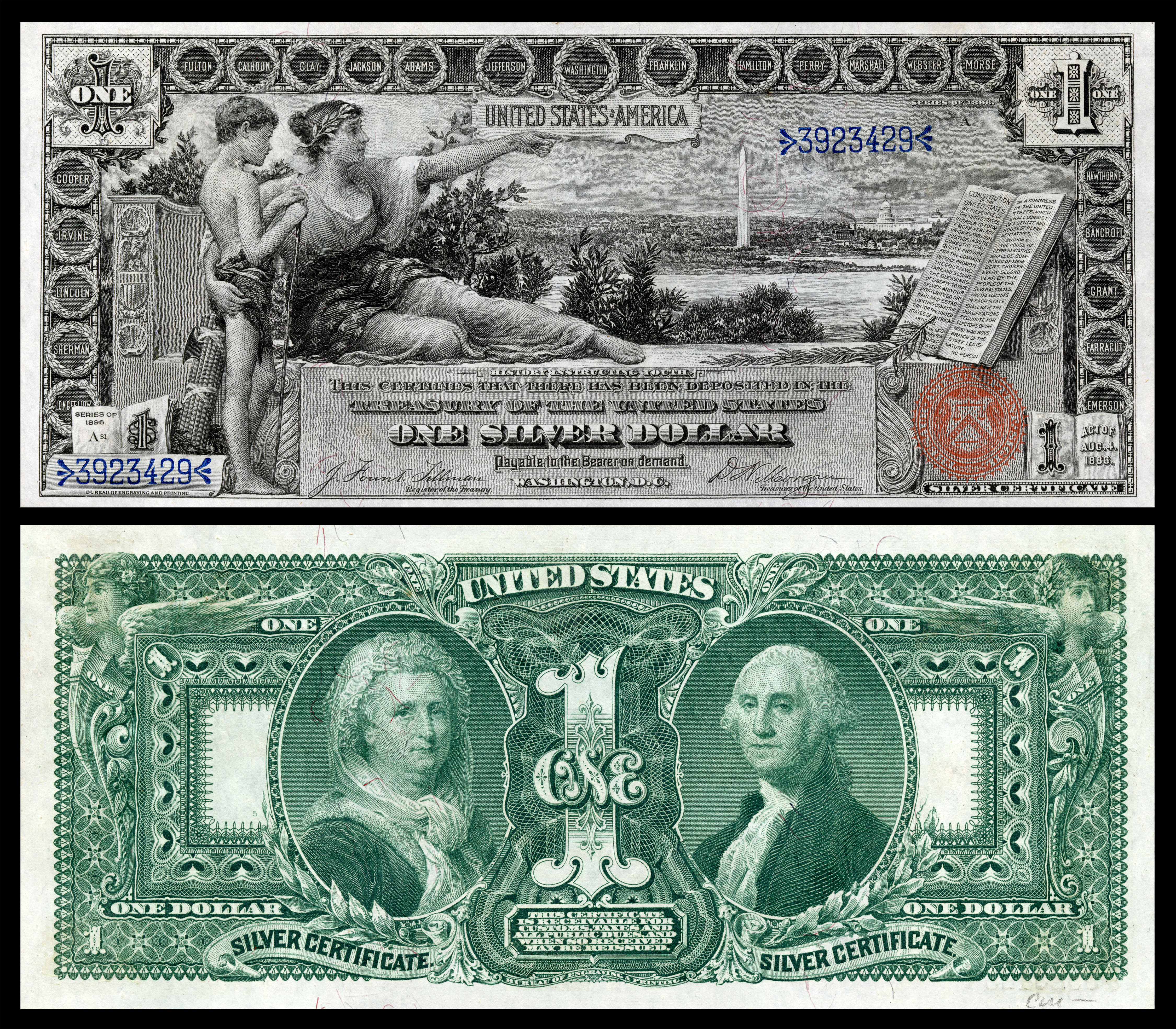
Billete de un dólar la Serie Educativa de 1896. Certificado de Plata

- 1863: El primer billete de un dólar se imprimió como moneda de curso legal en los Estados Unidos con un retrato de Salmon P. Chase, Secretario del Tesoro durante la presidencia de Abraham Lincoln.[6]

- 1869: Esta serie se rediseñó con un retrato de George Washington en el centro y una imagen de Cristóbal Colón desembarcando en América a la izquierda. El anverso también presentaba una sobreimpresión de la palabra "ONE" varias veces en un letras verdes muy pequeñas y un tinte azul en el papel. Aunque es técnicamente un billete de Estados Unidos, aparecía con el rótulo "TREASURY NOTE" en lugar de "UNITED STATES NOTE".[7]

- 1874: La Serie de 1869 fue modificada. Se realizaron cambios en el anverso, como la eliminación del tintado verde y azul, añadiendo un diseño floral de color rojo alrededor de la palabra "WASHINGTON, D.C." y cambiando el término "TREASURY NOTE" por "UNITED STATES NOTE". El reverso se rediseñó totalmente. Este billete se publicó también en las series de 1875 y 1878.

- 1880: El diseño floral de color rojo alrededor de las palabras "ONE DOLLAR" y "WASHINGTON, D.C." fue reemplazado por un gran sello rojo. Las versiones posteriores también tenían números de serie de color azul y un sello pequeño, que se movieron hacia el lado izquierdo del billete.
- 1886: En esta edición del Certificado de Plata de un dólar, fue incluido el retrato de Martha Washington, la primera mujer en aparecer en una moneda estadounidense. El reverso del billete contó con un diseño ornamentado que ocupaba todo el billete, excluyendo los contornos.
- 1890: Este año fue emitido un Bono del Tesoro de un dólar para compras gubernamentales de lingotes de plata a la industria minera de la plata. El reverso presentaba una gran holografía en el centro con la palabra "ONE", rodeado por un diseño ornamentado que ocupaba casi todo el billete. También fueron llamados "Coin Notes" ("Billetes de Moneda"), ya que contenía una declaración de garantía de canje en moneda.
- 1891: El reverso de la Serie del Bono del Tesoro de 1890 se rediseñó porque la tesorería consideró que estaba demasiado "cargado", lo que facilitaría su falsificación. Se incorporó más espacio abierto en el nuevo diseño. El anverso quedó en gran medida sin cambios.

- 1896: Se emitió el famoso Certificado de Plata "Serie Educativa". Todo el anverso estaba cubierto con ilustraciones de obras de arte de figuras alegóricas que representan la "historia que instruye a la la juventud" delante de la palabra "WASHINGTON D.C.". En el reverso aparecen los retratos de George y Martha Washington rodeados de un diseño ornamentado que ocupaba casi todo el billete.
- 1899: El Certificado de Plata de un dólar fue de nuevamente rediseñado. En el anverso aparece una imagen del Capitolio de los Estados Unidos detrás de un águila calva encaramada en una bandera estadounidense. Por debajo figuran pequeños retratos de Abraham Lincoln a la izquierda y de Ulises Grant a la derecha.

- 1917: El anverso del billete se cambió ligeramente con la eliminación de marcos ornamentales que rodeaban los números de serie.

- 1918: Fue el único billete de un dólar de gran tamaño similar a la Nota de la Reserva Federal que se emitió como una Nota del Banco de la Reserva Federal (que no debe confundirse con las Notas de la Reserva Federal ). Cada nota era una obligación del Banco de la Reserva Federal emisor y solo podía canjearse en su correspondiente banco.En el anverso del billete aparece un retrato sin enmarcar de George Washington a la izquierda con un texto en el centro. En el reverso aparecía un águila calva en vuelo, portando una bandera estadounidense.

- 1923: Tanto el billete como el Certificado de Plata fueron rediseñados. Ambas notas presentaban intactas la mayoría de elementos precedentes, entre ellos el retrato de George Washington. La única diferencia entre los dos billetes era el color de la tinta, en rojo para el billete y en azul para el Certificado de Plata, utilizados para el rótulo "1 DOLLAR" (el número "1" atravesado por la palabra "DOLLAR"), por el sello de tesorería junto con la redacción de las obligaciones y los números de serie del billete. Estos billetes de un dólar fueron la primera y única vez en que hubo un billete de gran tamaño con un diseño estandarizado para diferentes tipos de billetes de la misma denominación. Este mismo concepto más tarde sería utilizado en los billetes de pequeño tamaño.

#### Billetes de tamaño pequeño

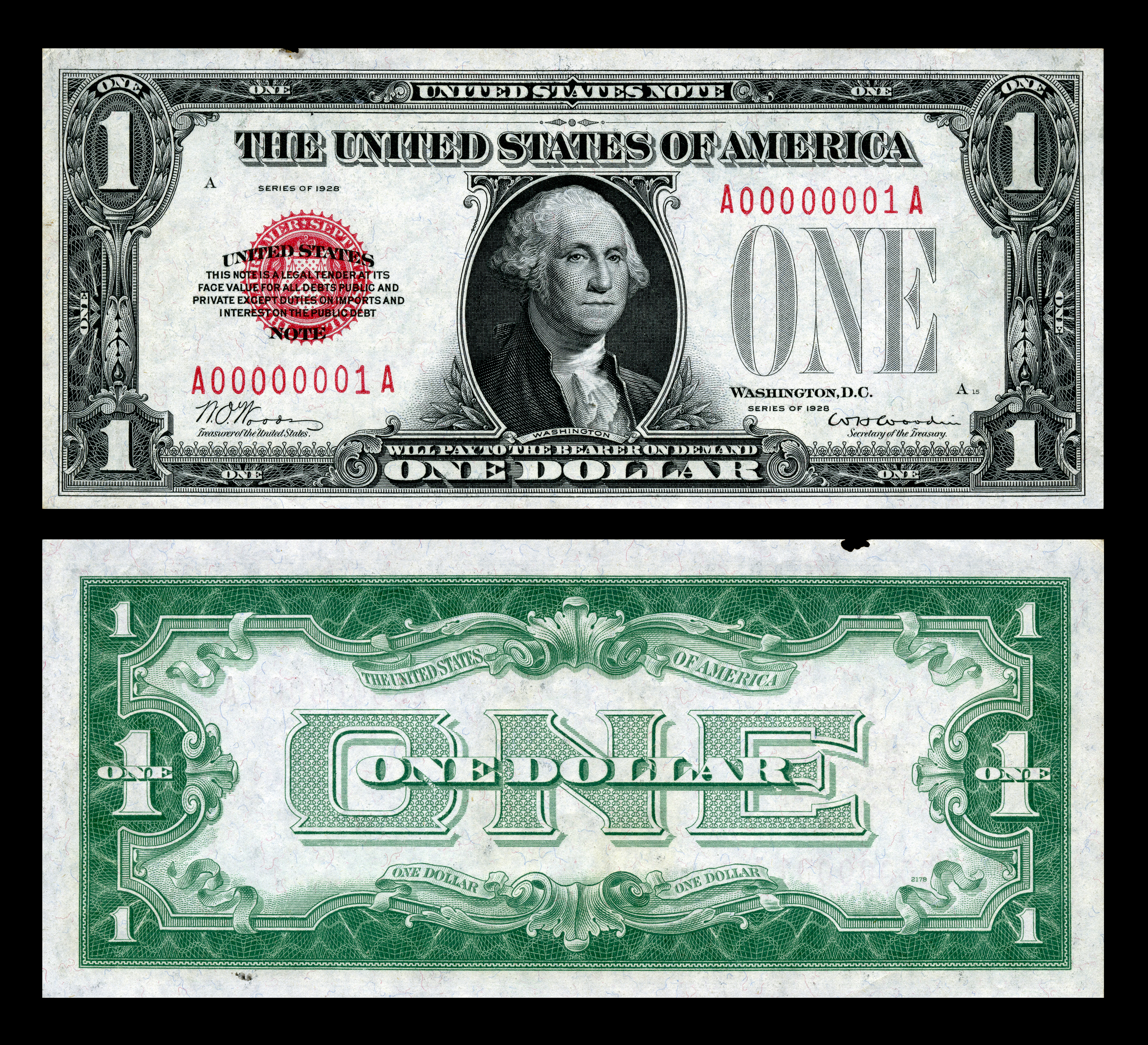
Dólar de 1928

En 1929, todas las divisas se cambiaron a su tamaño actual. Los primeros billetes de un dólar se expidieron con el Certificado de Plata bajo la serie de 1928. El sello de tesorería y los números de serie eran de color azul oscuro. El anverso era casi idéntico al de la serie de 1923 con Certificado de Plata, pero el sello del Tesoro presentaba una serie de picos a su alrededor y un número uno grande de color gris servía para formar el rotulo "1 DOLLAR." La cara contraria también tenía el mismo diseño que la Serie de 1923 de un dólar, pero a la derecha del retrato enmarcado contaba con un gran número UNO adornado, con la palabra "DOLLAR" superpuesta. Estos billetes son conocidos comúnmente como "Funnybacks", debido al extraño aspecto del gran número "1" que aparece en el reverso. Estos Certificados de Plata de un dólar se imprimieron hasta 1934.

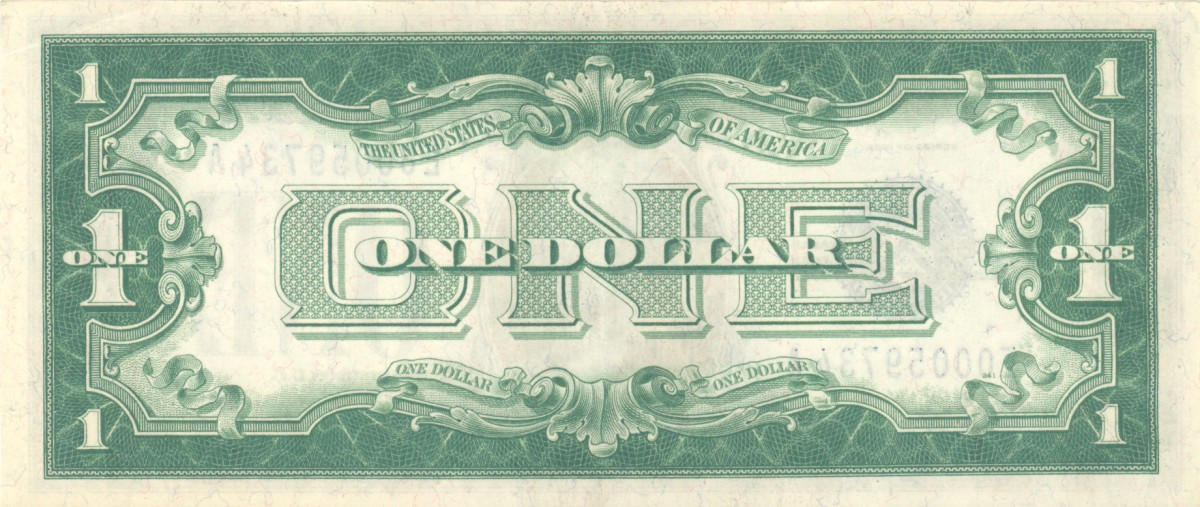
Lado reverso del dólar de 1928 y 1934

- En 1933, la serie de 1928 de un dólar de los Estados Unidos se emitió para complementar la oferta de Certificados de Plata de un dólar. Su sello de tesorería y los números de serie eran rojos y se incluyó un texto diferente en el anverso del billete. Sin embargo, un mes después de iniciarse su producción, se constató que no había ninguna necesidad real de emitir estas notas y la producción se detuvo. Un pequeño número de estos billetes entró en circulación y el resto se mantuvieron en las bóvedas del tesoro hasta 1949, cuando se emitieron en Puerto Rico.

- En 1934, el diseño del Certificado de Plata de un dólar fue cambiado para reflejar la Ley de Compra de Plata de 1934. Bajo el retrato de Washington, el texto "ONE SILVER DOLLAR" fue cambiado por "ONE DOLLAR". El sello de tesorería se movió a la derecha y se superpuso sobre la palabra "ONE", con un número 1 azul a la izquierda. El reverso se mantuvo igual.

- Un año más tarde, en 1935, el diseño del billete de un dólar fue cambiado de nuevo. En el anverso, el número 1 azul se cambió al color gris y se hizo más pequeño, se desplazó el "ONE" gris a la derecha, el sello del Tesoro se hizo más pequeño y quedó superpuesto a Washington D. C., y un estilizado rótulo de "ONE DOLLAR" se añadió junto al sello del tesoro. El reverso también se cambió a su actual diseño, excepto por la ausencia del lema "IN GOD WE TRUST".

- En 1942, la Segunda Guerra Mundial trajo consigo problemas especiales para los billetes de un dólar. Certificados Especiales de Plata de un dólar fueron emitidos para Hawái, en previsión de una eventual invasión japonesa. Se imprimió el rótulo "HAWAII" verticalmente en el lado izquierdo y derecho del anverso y también horizontalmente a través del reverso. Los números de precinto y de serie se cambiaron al color marrón. Certificados de Plata especiales también fueron emitidos como pago por las tropas aliadas en el norte de África, cuando estaba a punto de comenzar su asalto a Europa. La única diferencia en estos billetes de un dólar era un color amarillo en lugar del sello azul. Estos dos tipos de billetes podrían ser declarados sin valor si caían en manos del enemigo.

- El siguiente cambio se produjo en 1957, cuando el billete de un dólar se convirtió en el primer papel moneda de los EE. UU. en llevar el lema "IN GOD WE TRUST" (Confiamos en Dios), que se añadió sobre la palabra "ONE" en el reverso. Inicialmente, el BEP comenzó a imprimir planchas de 32 billetes con el nuevo lema, que rápidamente también se añadiría a las tiradas realizadas con las planchas de 18 billetes de la serie 1935G.

- La producción final de Certificados de Plata de un dólar se produjo a finales de 1963. En 1964 finalizó la convertibilidad de los Certificados de Plata en monedas de plata, y en 1968 se también terminó su retorno en lingotes de plata.

- La producción de Billetes de un dólar de la Reserva Federal se llevó a cabo a finales de 1963 para sustituir a los entonces próximamente obsoletos Certificados de Plata de un dólar. El aspecto del reverso seguía siendo el mismo, pero el diseño del contorno en el anverso sufrió modificaciones considerables, como las filigranas en su mayoría abstractas reemplazadas con diseños que eran en su mayoría de inspiración botánica. Además, la palabra "ONE", que aparecía ocho veces alrededor del contorno en letra pequeña, se eliminó. Los sellos del número de serie y de la tesorería fueron impresos en tinta verde. Esta fue la primera vez que el billete de un dólar sería emitido por la Reserva Federal.

- En febrero de 1991, el billete de un dólar se convirtió en el primero en ser impreso en las Instalaciones de Fabricación del Oeste, cuando se imprimió un cargamento de 3,2 millones de billetes renovados de la FRB en Dallas. Aunque los billetes de cinco o más dólares han sido rediseñados en dos ocasiones desde 1995 como parte de los esfuerzos en curso de la lucha contra la falsificación, no se han establecido planes para rediseñar los billetes de uno o dos dólares con este fin.
- 2007: La nueva modalidad de estafa con los billetes de $1 dólar: los hacen lucir de $1000 
Artesanos inescrupulosos de la feria de las Alasitas de Bolivia adoptaron una nueva modalidad de estafa con supuestos billetes de 1000 dólares de la serie de 1957, que en realidad termina siendo un ejemplar de 1 dólar. A través de las redes sociales comenzó a circular un video en el que un ciudadano de La Paz, Bolivia, alerta sobre la situación. Para demostrarlo, pasó por un identificador de billetes falsos un ejemplar de 1000 dólares, pero la máquina lo reconoció como un billete de 1 dólar. Si bien es difícil que las personas se percaten de la estafa rápidamente, es recomendable que recurran a varios métodos para determinar la autenticidad del billete, sobre todo en Bolivia y Perú, países en el que la moneda estadounidense circula paralelamente al boliviano y el sol.

### Experimentos con el billete de un dólar
Desde 1933, el billete de un dólar ha sido el elegido casi en exclusiva entre todas las monedas de Estados Unidos para realizar ensayos experimentales, aunque en agosto de 1981 se hicieron algunas pruebas con papel Natick en billetes de diez dólares en Richmond. El primer experimento se llevó a cabo en enero y febrero de ese año, con el fin de evaluar los efectos del uso de diferentes proporciones de algodón en el papel. Los dólares de las series 1928a y 1928b con los identificadores X-B e Y-B se utilizaron como grupo experimental, mientras que el bloque Z-B se utilizó como grupo de control. Los resultados del experimento fueron concluyentes.
En 1937 se llevó a cabo otra prueba, similar en estilo al experimento de 1933. Esta prueba utilizaba la Serie 1935 de billetes de un dólar. Los billetes particulares utilizados en este experimento pueden ser identificados por sus números de serie. Así, los billetes que van desde A00000001B-A06180000B y B00000001B-B03300000B fueron el grupo experimental, y los billetes comprendidos en el intervalo C00000001B-C03300000B eran parte del grupo de control. No se obtuvieron resultados concluyentes.
Una prueba más conocida se hizo en 1942 durante la Segunda Guerra Mundial, para probar otros tipos de papel. Esta fue una medida de precaución para el caso de que el tipo actual de suministro de papel no se pudiera mantener. Los billetes de la serie 1935a fueron impresos en un papel especial, añadiéndoles una "S" roja a la derecha del sello del tesoro, mientras que los billetes del grupo de control fueron impresos con una R roja. Una falsificación habitual consiste en sobreimprimir las letras R y S en billetes posteriores, para tratar de aumentar su valor. Comprobar los números de serie de un billete puede ayudar a descubrir el engaño. Los números de serie de estos grupos son S70884001C-S72068000C (serie R) y S73884001C-S75068000C (serie S).
A mediados de la década de 1960, el BEP experimentó con una nueva empresa, la Paper Company Gilbert, para ver si podían duplicar la producción de papel moneda habitual. El BEP seleccionó una serie de billetes impresos por el FRB de Philadelphia como las muestras de prueba. Los números de serie están entre el C60800001A y el C61440000A.
Los billetes de un dólar fueron de nuevo objeto de experimentación en mayo de 1992, cuando el BEP comenzó a probar una impresión en la prensa Intaglio. Debido a la necesidad de mayores cantidades de billetes de un dólar de la Reserva Federal, el BEP envió una solicitud de propuestas (RFP) (año 1985) NO. BEP-85-73 para procurar una impresión calcográfica de prensa de bobina, con el fin de aumentar sustancialmente la producción de billetes de curso legal. En lugar de imprimir una cara de una hoja cuadrada de 32 billetes a la vez, la prensa de bobina utilizaba 96 imágenes grabadas en una placa cilíndrica para imprimir el reverso del billete, y a continuación, otra placa cilíndrica imprimía el anverso de los 96 billetes. Ambos lados de los billetes eran impresos en un rollo de papel continuo. La prensa Alexander Hamilton imprimía los dos lados en huecograbado al mismo tiempo. La prensa fue diseñada en realidad como una maquinaria de gran producción en toda regla, en lugar de probarse como un modelo experimental. Los billetes fueron emitidos en las Series 1988a, 1993, y 1995. Debido a problemas mecánicos, errores de operación y así como a la muchas veces mala calidad de los billetes, la producción se terminó en julio de 1996. Los billetes producidos en esta máquina pueden ser identificadas por el número de serie cerca del lema "IN GOD WE TRUST" y la ausencia de las letras y números de verificación.